# Ezequiel Ham
Alessio Ezequiel Naim Ham (Buenos Aires, Argentina; 10 de marzo de 1994) es un futbolista sirio-argentino. Juega como mediocampista ofensivo y su primer equipo fue Argentinos Juniors. Actualmente se encuentra en Atlético Goianiense de la Serie B de Brasil. Es hermano del también futbolista Emir Ham. Es internacional con la Selección de Siria desde 2023.

## Trayectoria

### Argentinos Juniors
Surgió de las divisiones inferiores de Argentinos Juniors. Debutó en el "Bicho" el 28 de marzo de 2014 contra Belgrano de Córdoba, donde igualaron 0 a 0. En el Torneo de Transición del mismo año, consiguió el ascenso a Primera División junto con el club.
Durante el campeonato de 2015 no fue convocado a los partidos, siendo suplente en algunos, hasta que ganó la titularidad en la fecha 18 contra Arsenal. Su primer gol con el club llegó ante San Lorenzo en la derrota por 3 a 2 por la fecha 21.

#### Polémica lesión
El 19 de septiembre de 2015, mientras disputaba un partido contra Boca Juniors y a los pocos minutos de haber marcado su segundo gol en el campeonato, sufrió una triple fractura de tibia, tobillo y peroné como consecuencia de un cruce muy desafortunado con Carlos Tévez. Tras lo ocurrido, el árbitro Luis Álvarez negó haber visto infracción y se limitó a parar el juego para la atención del jugador. En consecuencia, el Tribunal de Disciplina sancionó a Álvarez con 3 fechas de suspensión.
Ham fue trasladado inmediatamente a la Clínica Olivos e intervenido quirúrgicamente por el doctor José Artese, donde la operación salió exitosa. A los pocos días, Tévez se acercó a la clínica y visitó al jugador, donde le pediría disculpas por lo sucedido y le prometería visitarlo en su recuperación.

### Recuperación y paso por Japón
La lesión lo alejó de las canchas durante más de un año y medio. Con Argentinos habiendo descendido a la B Nacional, tuvo su retorno en un partido del Torneo de Reserva de esa categoría, donde vencieron por 6 a 2 a Español. Finalmente, el 23 de mayo de 2017 por la fecha 34 de la Primera B Nacional, ingresó en el segundo tiempo en el partido que terminó sin goles ante Almagro. Luego de ingresar ante Juventud Unida Universitario y Nueva Chicago, ya no volvería a jugar en el resto del torneo. El 30 de enero de 2018, Ham fue cedido a préstamo al Gifu, un club del ascenso de Japón.
Tras 1 año de préstamo, donde disputó solamente un partido en la segunda división, Ham retornó al país.

### Retorno y paso por Santamarina
A pesar de volver a Argentinos, que ya había retornado a Primera División, no disputaría partido alguno en 2019. Debido a una lesión, por rotura de ligamentos cruzados en un partido de reserva en marzo, quedó fuera de las canchas en lo que restaba del año. En enero de 2020, fue cedido a préstamo por seis meses a Ramón Santamarina. Tras su fugaz paso por el club de Tandil, donde solo jugó 2 encuentros, regresó a Argentinos donde finalmente quedó libre.

### Olimpo
En octubre de 2020, Ham fue transferido a Olimpo, que recientemente había descendido al Federal A, firmando un contrato inicial por un año y medio. El 18 de septiembre de 2021, una nueva rotura de ligamentos ocurrida en el encuentro ante Camioneros volvió a truncar su actividad hasta julio de 2022.
El 1 de octubre, tras 7 años de su último gol anotado en aquel fatídico partido ante Boca Juniors, Ham consiguió volver a anotar un gol, de penal ante Independiente de Chivilcoy en el triunfo por 2 a 1 por la fecha 32. El 30 del mismo mes, volvió a anotar repitiendo su anterior gol (de penal, ante el equipo de Chivilcoy, y con triunfo por 2 a 1) en la clasificación a las semifinales por el segundo ascenso. Tras no conseguir el ascenso y no renovar, el jugador quedó libre nuevamente.

### Independiente Rivadavia
En enero de 2023 firmó con Independiente Rivadavia y vuelve a la Primera Nacional. El 10 de febrero inicia el campeonato y hace su debut en el club, anotando su primer gol de tiro libre para el triunfo por 2 a 1 sobre Aldosivi. Luego volvería a anotar en el empate con Atlanta y, recientemente, en el triunfo sobre Chacarita. El 29 de octubre de 2023 logró el ascenso a Primera División luego de ganar la final del reducido por 2 a 0 al club Almirante Brown en el estadio Mario A. Kempes.
Durante la temporada 2024 en la Liga Profesional, Ham mantuvo un rol protagónico como mediocampista central del equipo mendocino. Fue uno de los futbolistas con más minutos disputados, destacándose por su capacidad de recuperación, precisión en los pases y liderazgo dentro del campo. En mayo convirtió un gol clave frente a Sarmiento que permitió asegurar la permanencia parcial en la categoría. Su rendimiento lo posicionó como uno de los referentes del plantel, siendo frecuentemente mencionado por la prensa especializada como uno de los mejores valores del equipo en su primer año tras el ascenso.

### Unión de Santa Fe
Tras finalizar su vínculo con la Lepra, en los primeros días del 2025 se hace oficial su llegada a Unión de Santa Fe. Disputó 17 partidos oficiales durante su paso por el club, incluyendo encuentros del torneo local y de la Copa Sudamericana.  

### Atlético Goianiense
En julio de 2025, tras finalizar su vínculo con Unión, Ezequiel Ham fue oficializado como nuevo refuerzo de Atlético Goianiense de la Serie B de Brasil, firmando contrato hasta diciembre de ese año. En sus primeros encuentros oficiales, Ham integró el mediocampo titular, disputando partidos en la competición nacional.

## Selección nacional
Gracias a sus raíces sirias, en 2023 el entrenador Héctor Cúper decidió citarlo a la selección para la fecha FIFA. Su debut se produjo el 17 de octubre en un amistoso contra Kuwait y en noviembre de ese mismo año disputó los dos partidos por las Eliminatorias asiáticas.
Ya en 2024 fue confirmado en la lista de 26 jugadores para la Copa Asiática, allí el seleccionado sirio logró una histórica participación al llegar hasta los 8vos de final, quedando eliminado por penales ante Irán. En octubre de ese mismo año participó de la King's Cup, donde convirtió un gol en la final pero no alcanzó para evitar la derrota 2-1 ante Tailandia.

## Estadísticas
- Actualizado el 17 de agosto de 2025

### Clubes
| Club                              | Div.                | Temporada           | Liga | Liga | Copa Nacional | Copa Nacional | Copa Internacional | Copa Internacional | Total | Total |
| Club                              | Div.                | Temporada           | PJ   | G    | PJ            | G             | PJ                 | G                  | PJ    | G     |
| --------------------------------- | ------------------- | ------------------- | ---- | ---- | ------------- | ------------- | ------------------ | ------------------ | ----- | ----- |
| Argentinos Juniors Argentina      | 1.ª                 | 2013/14             | 3    | 0    | —             | —             | —                  | —                  | 3     | 0     |
| Argentinos Juniors Argentina      | 2.ª                 | 2014                | 6    | 0    | 1             | 0             | —                  | —                  | 7     | 0     |
| Argentinos Juniors Argentina      | 1.ª                 | 2015                | 8    | 2    | 1             | 0             | —                  | —                  | 9     | 2     |
| Argentinos Juniors Argentina      | 1.ª                 | 2016                | —    | —    | —             | —             | —                  | —                  | 0     | 0     |
| Argentinos Juniors Argentina      | 2.ª                 | 2016/17             | 3    | 0    | —             | —             | —                  | —                  | 3     | 0     |
| Argentinos Juniors Argentina      | 1.ª                 | 2017/18             | —    | —    | —             | —             | —                  | —                  | 0     | 0     |
| Argentinos Juniors Argentina      | 1.ª                 | 2018/19             | —    | —    | —             | —             | —                  | —                  | 0     | 0     |
| Argentinos Juniors Argentina      | 1.ª                 | 2019/20             | —    | —    | —             | —             | —                  | —                  | 0     | 0     |
| Argentinos Juniors Argentina      | Total               | Total               | 20   | 2    | 2             | 0             | 0                  | 0                  | 22    | 2     |
| FC Gifu Japón                     | 2.ª                 | 2018                | 1    | 0    | —             | —             | —                  | —                  | 1     | 0     |
| FC Gifu Japón                     | Total               | Total               | 1    | 0    | 0             | 0             | 0                  | 0                  | 1     | 0     |
| Santamarina Argentina             | 2.ª                 | 2019/20             | 2    | 0    | —             | —             | —                  | —                  | 2     | 0     |
| Santamarina Argentina             | Total               | Total               | 2    | 0    | 0             | 0             | 0                  | 0                  | 2     | 0     |
| Olimpo Argentina                  | 3.ª                 | 2020                | 5    | 0    | —             | —             | —                  | —                  | 5     | 0     |
| Olimpo Argentina                  | 3.ª                 | 2021                | 22   | 0    | —             | —             | —                  | —                  | 22    | 0     |
| Olimpo Argentina                  | 3.ª                 | 2022                | 17   | 2    | —             | —             | —                  | —                  | 17    | 2     |
| Olimpo Argentina                  | Total               | Total               | 44   | 2    | 0             | 0             | 0                  | 0                  | 44    | 2     |
| Independiente Rivadavia Argentina | 2.ª                 | 2023                | 32   | 3    | 1             | 0             | —                  | —                  | 33    | 3     |
| Independiente Rivadavia Argentina | 1.ª                 | 2024                | 22   | 1    | 12            | 0             | —                  | —                  | 34    | 1     |
| Independiente Rivadavia Argentina | Total               | Total               | 54   | 4    | 13            | 0             | 0                  | 0                  | 67    | 4     |
| Unión Argentina                   | 1.ª                 | 2025                | 15   | 1    | 0             | 0             | 3                  | 0                  | 18    | 1     |
| Unión Argentina                   | Total               | Total               | 15   | 1    | 0             | 0             | 3                  | 0                  | 18    | 1     |
| Atlético Goianiense · Brasil      | 2.ª                 | 2025                | 6    | 0    | 0             | 0             | -                  | -                  | 6     | 0     |
| Atlético Goianiense · Brasil      | Total               | Total               | 6    | 0    | 0             | 0             | 0                  | 0                  | 6     | 0     |
| Total en su carrera               | Total en su carrera | Total en su carrera | 142  | 9    | 15            | 0             | 3                  | 0                  | 160   | 9     |

### Selección
| Selección                                              | Año                 | Amistosos | Amistosos | Asia(1) | Asia(1) | Mundial | Mundial | Total | Total |
| Selección                                              | Año                 | PJ        | G         | PJ      | G       | PJ      | G       | PJ    | G     |
| ------------------------------------------------------ | ------------------- | --------- | --------- | ------- | ------- | ------- | ------- | ----- | ----- |
| Absoluta Siria                                         |                     |           |           |         |         |         |         |       |       |
| 2023                                                   | 1                   | 0         | 2         | 0       | -       | -       | 3       | 0     |       |
| 2024                                                   | -                   | -         | 10        | 1       | -       | -       | 10      | 1     |       |
| Total                                                  | 1                   | 0         | 12        | 1       | -       | -       | 13      | 1     |       |
| Total en su carrera                                    | Total en su carrera | 1         | 0         | 12      | 1       | 0       | 0       | 13    | 1     |
| (1) Incluye Eliminatorias, Copa Asiática y King's Cup. |                     |           |           |         |         |         |         |       |       |

## Palmarés

### Campeonatos nacionales
| Título             | Club                    | País      | Año  |
| ------------------ | ----------------------- | --------- | ---- |
| Primera B Nacional | Argentinos Juniors      | Argentina | 2017 |
| Primera Nacional   | Independiente Rivadavia | Argentina | 2023 |

### Otros logros
| Título                     | Club               | País      | Año  |
| -------------------------- | ------------------ | --------- | ---- |
| Ascenso a Primera División | Argentinos Juniors | Argentina | 2014 |